# خوشاب العليا (ديمكاران)
خوشاب العلیا (بالفارسية: خوشاب علیا) هي قرية تقع في إيران في قسم دیمکاران الريفي. يقدر عدد سكانها بـ 551 نسمة بحسب إحصاء 2016.